# Luca Ursano
Luca Ursano (Catanzaro, 26 aprile 1999) è un mezzofondista italiano.

## Palmarès
| Anno | Manifestazione                 | Sede    | Evento        | Risultato | Prestazione | Note                          |
| ---- | ------------------------------ | ------- | ------------- | --------- | ----------- | ----------------------------- |
| 2021 | Europei U23                    | Tallinn | 10000 m piani | 6º        | 29'32"39    | Miglior prestazione personale |
| 2024 | Mondiali universitari di cross | Mascate | Individuale   | 7º        | 29'51"      |                               |
| 2024 | Mondiali universitari di cross | Mascate | A squadre     |           |             |                               |
| 2024 | Europei                        | Roma    | 10000 m piani | 30º       | 28'33"50    |                               |

## Campionati nazionali
2020
- 23º ai campionati italiani assoluti, 5000 m piani - 15'02"61
- 6º ai campionati italiani promesse, 10000 m piani - 30'20"71
- 13º ai campionati italiani promesse, 5000 m piani - 15'02"61

2021
- 17º ai campionati italiani di 10 km su strada - 29'23"

2022
- 43º ai campionati italiani di maratonina - 1h07'25"
- 91º ai campionati italiani di 10 km su strada - 31'52"

2023
- 8º ai campionati italiani di corsa campestre - 31'35"
- 10º ai campionati italiani di maratonina - 1h05'27"
- 13º ai campionati italiani di 10 km su strada - 29'58"

2024
- 4º ai campionati italiani assoluti, 10000 m piani - 29'25"90
- 8º ai campionati italiani di corsa campestre - 32'32"

2025
- Argento ai campionati italiani assoluti, 10000 m piani - 29'09"04
- 7º ai campionati italiani assoluti, 5000 m piani - 14'01"77

## Altre competizioni internazionali
2025
- 17º in Coppa Europa dei 10000 metri ( Pacé) - 28'36"06
- 50º al Cross das Amendoeiras em Flor ( Albufeira) - 31'04"